# Alemanía (Argentina)
La localidad de Alemanía (también citada como Alemania) se localiza en el departamento de Guachipas, en el centro de la provincia de Salta, en la región noroeste de la Argentina, a 100 kilómetros al sur de la capital provincial. Se sitúa a una altitud de 1175 m s. n. m..

## Historia

### Origen del topónimo
El origen de su nombre no es claro. Se habla de que es en razón del esfuerzo de obreros de origen alemán constructores del ramal, la que trocó por Alemanía en razón de la pronunciación que le daban los salteños. De manera similar, en otras teorías se le otorga la nacionalidad alemana solo al ingeniero que hizo posible que hasta allí llegasen las vías, o a los dueños de una estancia de la zona, afirmándose que habría registros de que en el año 1635 la zona era parte de una estancia de nombre “Alemania” o “Alemanía”. Finalmente se informó de la existencia de una parcialidad aborigen que habitó la región cuyos integrantes eran denominados “alemaníes”.

### Formación y auge
La población se formó con la construcción del Ramal C13, el cual estaba previsto que uniese a la ciudad de Salta con Cafayate, en los valles Calchaquíes, trepando la quebrada de las Conchas. En una etapa posterior se continuaría hacia el sur y llegaría a cruzar a Chile por el paso de San Francisco. La estación fue inaugurada en el año 1916, y la necesidad de abundante mano de obra para construir el tendido en una geografía difícil se tradujo en que confluyan a vivir allí y de manera informal una importante población, momento en que el poblado alcanzó su mayor auge. Allí vivían unas 200 personas (en otras referencias se indica de 800 a 1000 habitantes), y el pueblo contaba con delegación policial, correo, grandes galpones, hoteles, fondas, almacenes, etc.
La producción de chivos y vitivinícola generada en los valles Calchaquíes era transportada por la quebrada de las Conchas hasta Alemanía y allí, a la manera de transferencia de cargas, era reconducida a puntos de la provincia o del país.
La Primera Guerra Mundial obligó a interrumpir las obras, las que si bien se retomaron tímidamente en 1920, nunca llegaron a avanzar demasiado y al poco tiempo se paralizaron definitivamente. La comunicación ferroviaria hasta Alemanía continuó durante décadas, hasta que el desarrollo de la ruta nacional 68 dejó obsoleto el tramo Cerrillos-Alemanía, por lo que el 1 de agosto de 1971 fue finamente interrumpido el paso del ferrocarril que conectaba ambas localidades.
Esto marcó la decadencia del pueblo, por lo que, al ya no tener la llegada del tren y ni siquiera luz eléctrica, comenzó a ser abandonado por sus pobladores hasta convertirse en un pueblo fantasma, situación que llegó hasta un estado en que solo había quedado un último poblador o poco más.

### Renacer
El estado nacional cedió a su par provincial la estación en el año 1993. Lentamente el pueblo comenzó a renacer. Para la primera década del siglo XXI vivían allí unas 14 familias. Si bien la zona posee un perfil económico tradicional relacionado con la ganadería caprina, los nuevos habitantes aprovechan el importante flujo vehicular de los viajeros que transitan la ruta entre las localidades del valle de Lerma y los valles Calchaquíes. Especialmente se han instalado hippies artesanos provenientes de grandes ciudades, los que de manera okupa han refaccionado la vieja estación, empleándola para la comercialización de sus productos, confeccionados con lana, arcilla, madera o alpaca.
También posee una capilla y la “Escuela albergue N°4539” (la que reemplazó al viejo establecimiento escolar primitivo). En ella estudian alrededor de 40 alumnos que viven en puestos de pastores de las serranías de la región. El predio ferroviario fue reconvertido en un museo de la especialidad. Hay un proyecto para desarrollar la producción frutihortícola y construir un parador turístico. En los alrededor se encuentra la Mina Salomón II, en la que se han reportado la existencia de diseminado de uranio, vanadio y torio.

## Ferrocarril

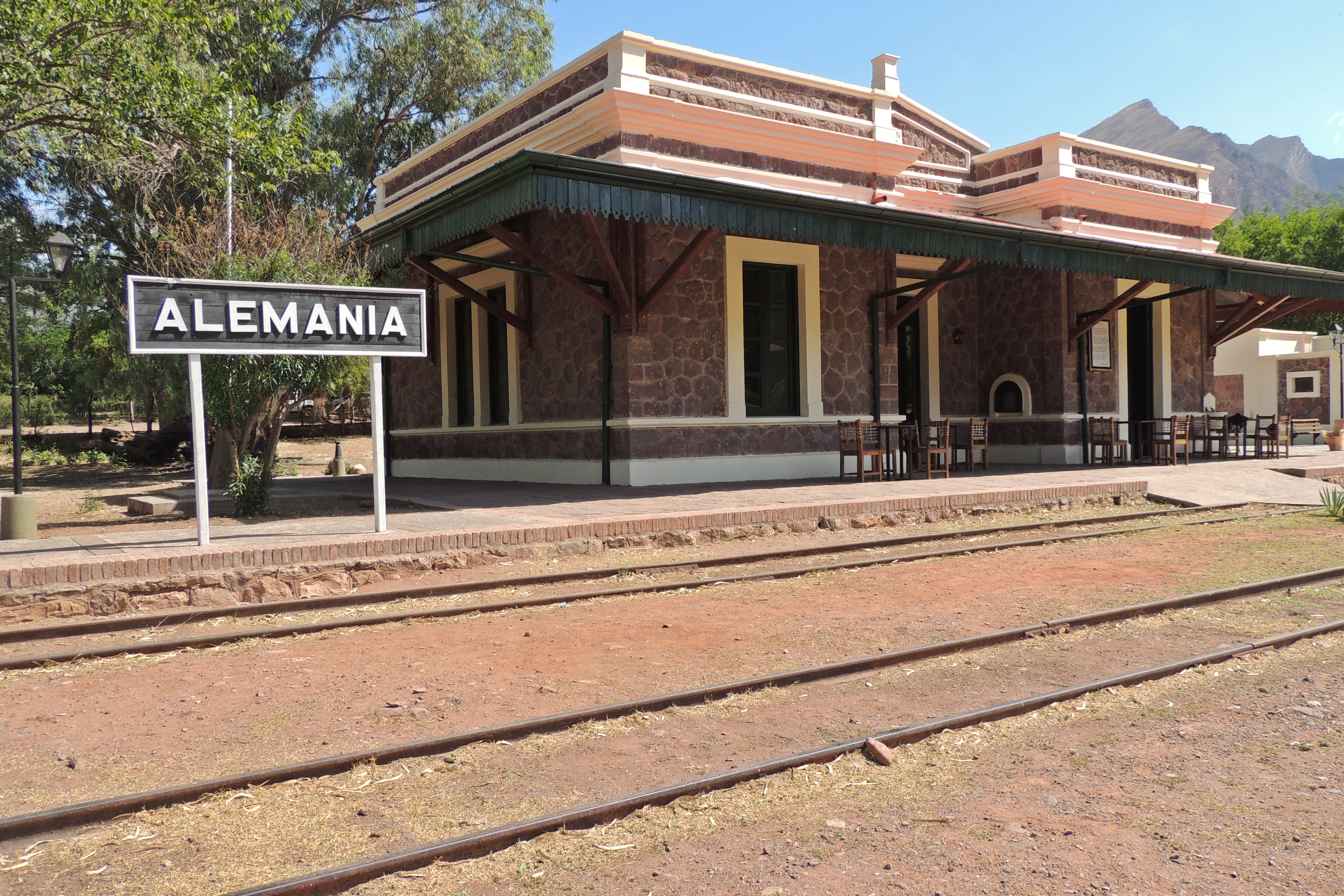
Estación de ferrocarril Alemanía

La estación fue construida por el estado argentino en el Ramal C13 como parte de la red de vía métrica del  Ferrocarril Central Norte. Desde el año 1949 pasó a formar parte del Ferrocarril General Belgrano. 
Constituyó por décadas la estación punta de riel del C13, cuando comprendía una longitud total de 148 km hasta su cabecera en la Estación Güemes de la ciudad salteña homónima. La estación fue definitivamente clausurada en el año 1971, lo que redundó en el despoblamiento casi total de la localidad.

## Alemanía en la cultura
La estación es recordada en un poema del poeta Manuel J. Castilla: “padre, ya viene el tren de Alemanía...”. musicalizado por Patricio Jiménez, del dúo Salteño, e interpretado por ellos con el nombre "El tren de Alemanía".
También el pueblo fue utilizado como locación para la realización de dos films, uno de ellos estrenado en el año 2010 fue: ‘And Soon the Darkness’’.

## Acceso
Se puede acceder mediante vehículos desde la ruta nacional 68 (asfaltada) mediante un mínimo desvío hacia el este a la altura del km 81, en el cual se cruza por un puente de Hierro el río de las Conchas, el que bajando desde los valles Calchaquíes recorre hasta Alemania por la quebrada de las Conchas. Alemanía está al pie del cerro Quitilipi, en el interfluvio y desembocadura entre los ríos de las Conchas (en su margen derecha) y el de Las Juntas o de Alemania (en su margen izquierda). Para alojamiento la localidad posee un camping. En sus alrededores destaca la llamada: “cascada de Alemania”, la que posee una altura de unos 15 metros.